# Mühlbach im Bruch
Mühlbach im Bruch ist ein Ortsteil der Ortsgemeinde Bruchmühlbach-Miesau im Landkreis Kaiserslautern in Rheinland-Pfalz.

## Lage
Mühlbach im Bruch liegt im Südosten des Gemeindegebiets. Es liegt etwa einen Kilometer vom Fluss entfernt am rechten Rand des oberen Glantals und reicht im Nordosten an den Fuß des über hundert Meter hohen, bewaldeten Schulbergs, während im Südwesten der Frohnbach einst Grenze zu Bruchmühlbach war, mit dem es heute baulich zusammengewachsen ist. Dazwischen zieht der Mühlbach durchs Ortszentrum. Beide Bäche sind hier nordwestwärts laufende rechte Zuflüsse des Flusses.

## Geschichte
Bis 1798 gehörte Mühlbach im Bruch zur Herrschaft Landstuhl der Sickinger. Von 1798 bis 1814, als die Pfalz erst bis 1804 Teil der Französischen Republik, anschließend Teil des Napoleonischen Kaiserreichs war, unterstand Mühlbach im Bruch der Mairie Bruchmühlbach und war Teil des Kantons Landstuhl. 1815 lebten 140 Einwohner im Ort. Anschließend gelangte der Ort an das Königreich Bayern. Von 1818 bis 1862 gehörte er dem Landkommissariat Homburg an; aus diesem ging das Bezirksamt Homburg hervor. Da ein Teil des Bezirksamts – einschließlich Homburg selbst – 1920 dem neu geschaffenen Saargebiet zugeschlagen wurde, wechselte der Ort ins Bezirksamt Kaiserslautern und wurde bis 1938 von einer in Landstuhl ansässigen Bezirksamtsaußenstelle verwaltet. 1928 hatte Mühlbach 367 Einwohner, die in 64 Wohngebäuden lebten. Am 1. Oktober 1938 wurde er nach Bruchmühlbach eingemeindet. Im selben Jahr wurde er Bestandteil des Landkreises Kaiserslautern. Seit 1972 ist der Ort Teil der neu gebildeten Ortsgemeinde Bruchmühlbach-Miesau. Inzwischen wird Mühlbach im Bruch nicht mehr als eigenständiger Siedlungsplatz wahrgenommen.

## Infrastruktur
Durchs Siedlungsgebiet führt die nordostwärts laufende Kaiserstraße (L 395) von Homburg her durch Bruchmühlbach und Mühlbach in Richtung Landstuhl; im Ort zweigt davon die L 466 nach Martinshöhe im Südosten ab. Parallel zur Kaiserstraße verlaufen weiter im Nordwesten dem Glan zu die Bahnstrecke Mannheim–Saarbrücken und die Bundesautobahn 6.